# 蒙巴尔区
蒙巴尔区（法語：arrondissement de Montbard）是法国科多尔省所辖的一个区。总面积3595.9平方公里，总人口58985，人口密度16人/平方公里（2018年）。主要城镇为蒙巴尔。

## 辖区
蒙巴尔区辖有252个市镇。